# Lucius Iulius Iullus
Lucius Iulius Iullus est un homme politique romain du IVe siècle av. J.-C.

## Biographie
Fils de Lucius Julius Iullus (tribun militaire à pouvoir consulaire en 401 et 397 av. J.-C.).
En 388 av. J.-C., il est tribun militaire à pouvoir consulaire, avec 5 autres collègues. Sac de Rome par les Gaulois de Brennus et capitulation des Romains.
En 379 av. J.-C., il est tribun militaire à pouvoir consulaire, avec 7 autres collègues.